# Alpine Skiweltmeisterschaften 2007
Die 39. Alpinen Skiweltmeisterschaften fanden vom 3. bis 18. Februar 2007 im schwedischen Åre statt. Åre erhielt den Zuschlag beim 43. FIS-Kongress in Portorož (Slowenien) und setzte sich dabei gegen Lillehammer und Val-d’Isère durch. Es nahmen 451 Sportler aus 60 Ländern teil. Bereits 1954 fanden hier Weltmeisterschaften statt.
Die Weltmeisterschaften wurden durch den schwedischen König Carl XVI. Gustaf eröffnet. Es gab keinen Einmarsch der Nationen, sondern Kinder aus Åre trugen die Fahnen ins Stadion. Bei den abendlichen Medaillenzeremonien wurden die Nationalhymnen der Siegernation nicht von einem Tonband gespielt, sondern von einem Jugendchor vorgetragen.
Während der ersten drei Renntage sowie am zweiten Samstag verhinderten starke Schneefälle und Nebel die Durchführung von Rennen und Trainingsläufen. Somit mussten die Super-G- sowie die Abfahrtsbewerbe der Männer und Damen jeweils am gleichen Tag durchgeführt werden. Diese fanden auf unterschiedlichen Pisten statt, nur der Zielbereich war identisch.
Erfolgreichste Teilnehmerin war Anja Pärson mit drei Gold-, einer Silber- und einer Bronzemedaille. Mit neun Medaillen war wie bei den letzten Weltmeisterschaften Österreich die stärkste Nation, während das Team des Deutschen Skiverbands in keinem der elf Wettbewerbe eine Podiumsplatzierung erreichte. Stark steigern konnte sich die Mannschaft der Schweiz, die 2005 noch leer ausgegangen war und in Åre sechs Medaillen errang.

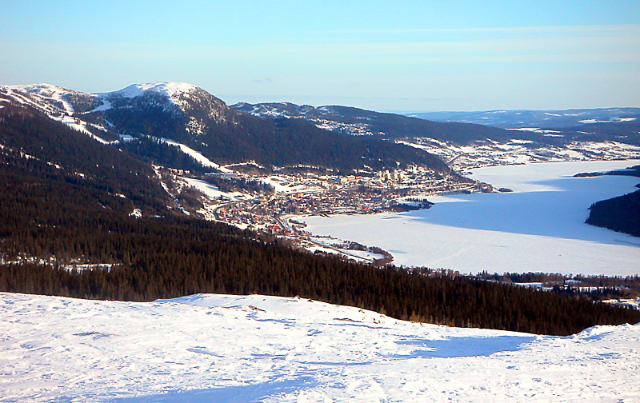
Blick auf Åre

## Teilnehmende Länder
61 Länder hatten sich angemeldet (in Klammern Anzahl Sportler):
| - Andorra (2) - Argentinien (2) - Armenien (6) - Australien (5) - Belgien (5) - Bosnien und Herzegowina (9) - Brasilien (3) - Bulgarien (4) - Chile (4) - Volksrepublik China (10) - Dänemark (6) - Deutschland (18) - Estland (2) - Finnland (12) - Frankreich (23) - Georgien (3) | - Ghana (1) - Griechenland (2) - Iran (9) - Irland (5) - Island (10) - Israel (1) - Italien (24) - Japan (6) - Kanada (20) - Kasachstan (6) - Kirgisistan (8) - Südkorea (2) - Kroatien (10) - Lettland (8) - Libanon (4) | - Liechtenstein (5) - Litauen (3) - Luxemburg (2) - Mazedonien (6) - Moldau (3) - Monaco (1) - Montenegro (1) - Neuseeland (8) - Niederlande (4) - Norwegen (7) - Österreich (26) - Polen (6) - Rumänien (3) - Russland (6) - San Marino (2) | - Senegal (1) - Serbien (6) - Slowakei (7) - Slowenien (16) - Schweden (19) - Schweiz (19) - Spanien (8) - Tschechien (14) - Türkei (6) - Ukraine (5) - Ungarn (8) - Usbekistan (4) - Vereinigtes Königreich (4) - Vereinigte Staaten (18) - Zypern (3) |

## Programm
| Datum       | Herren                | Damen                 |
| ----------- | --------------------- | --------------------- |
| 6. Februar  | Super-G               | Super-G               |
| 8. Februar  | Super-Kombination     |                       |
| 9. Februar  |                       | Super-Kombination     |
| 11. Februar | Abfahrt               | Abfahrt               |
| 13. Februar |                       | Riesenslalom          |
| 14. Februar | Riesenslalom          |                       |
| 16. Februar |                       | Slalom                |
| 17. Februar | Slalom                |                       |
| 18. Februar | Mannschaftswettbewerb | Mannschaftswettbewerb |

## Qualifikation
Um die ansonsten zu hohen Teilnehmerzahlen sowohl im Riesenslalom als auch im Slalom der Männer auf 75 Rennläufer zu begrenzen, entschied sich die FIS dazu, Qualifikationen zu veranstalten, wobei jene für den Riesenslalom erstmals in der Geschichte von Weltmeisterschaften gegeben waren, während es im Slalom bereits vorher (1964 bis 1970; die Olympiabewerbe waren bekanntlich auch Weltmeisterschaften) solche gegeben hat. Während die jeweils 50 Bestplatzierten der Weltrangliste fix für den Hauptbewerb qualifiziert waren, mussten die übrigen Athleten um die verbliebenen 25 Plätze das Qualifikationsrennen bestreiten. Am 12. Februar nahmen 97 Rennläufer an der Qualifikation für den Riesenslalom teil. Bei der Qualifikation für den Slalom am 15. Februar gingen 95 Rennläufer an den Start.

## Medaillenspiegel
| Platz | Land               | Gold | Silber | Bronze | Gesamt |
| ----- | ------------------ | ---- | ------ | ------ | ------ |
| 1     | Österreich         | 3    | 3      | 3      | 9      |
| 2     | Schweden           | 3    | 2      | 2      | 7      |
| 3     | Norwegen           | 2    | –      | –      | 2      |
| 4     | Schweiz            | 1    | 1      | 4      | 6      |
| 5     | Italien            | 1    | 1      | 1      | 3      |
| 6     | Tschechien         | 1    | –      | –      | 1      |
| 7     | Vereinigte Staaten | –    | 3      | –      | 3      |
| 8     | Kanada             | –    | 1      | –      | 1      |
| 9     | Frankreich         | –    | –      | 1      | 1      |

## Männer
In den folgenden Ergebnislisten sind jeweils die zehn Bestplatzierten der Disziplin angeführt.

### Abfahrt
| Platz | Land | Sportler               | Zeit        |
| ----- | ---- | ---------------------- | ----------- |
| 1     | NOR  | Aksel Lund Svindal     | 1:44,68 min |
| 2     | CAN  | Jan Hudec              | 1:45,40 min |
| 3     | SWE  | Patrik Järbyn          | 1:45,65 min |
| 4     | CAN  | Erik Guay              | 1:45,67 min |
| 5     | SUI  | Ambrosi Hoffmann       | 1:45,68 min |
| 6     | SUI  | Didier Cuche           | 1:45,69 min |
| 7     | USA  | Bode Miller            | 1:45,95 min |
| 8     | AUT  | Mario Scheiber         | 1:45,99 min |
| 9     | CAN  | Manuel Osborne-Paradis | 1:46,11 min |
| 10    | SUI  | Didier Défago          | 1:46,12 min |
| 11    | ITA  | Peter Fill             | 1:46,39 min |
| 12    | SUI  | Bruno Kernen           | 1:46,41 min |
| 13    | AUT  | Hermann Maier          | 1:46,43 min |
| 14    | ITA  | Kurt Sulzenbacher      | 1:46,54 min |
| 15    | AUT  | Michael Walchhofer     | 1:46,56 min |
| -     | -    | -                      | -           |
| 22    | AUT  | Fritz Strobl           | 1:46,97 min |
| 27    | GER  | Johannes Stehle        | 1:47,49 min |
| 32    | ITA  | Patrick Staudacher     | 1:47,79 min |
| 38    | ITA  | Christof Innerhofer    | 1:48,30 min |

Datum: 11. Februar, 10:00 Uhr

Titelverteidiger: Bode Miller

Strecke: „Olympia“

Start: 1240 m, Ziel: 396 m

Länge: 2922 m, Höhenunterschied: 844 m

Gefälle: 7–69 %

Kurssetzer: Helmuth Schmalzl, 35 Tore
Wegen schlechter Sichtverhältnisse musste das Rennen vom 10. Februar auf den 11. Februar verschoben werden. Am Start waren 56 Läufer, 48 von ihnen erreichten das Ziel.
Ausgeschieden u. a.: Marco Büchel (LIE), Stephan Keppler (GER)

### Super-G
| Platz | Land | Sportler           | Zeit        |
| ----- | ---- | ------------------ | ----------- |
| 1     | ITA  | Patrick Staudacher | 1:14,30 min |
| 2     | AUT  | Fritz Strobl       | 1:14,62 min |
| 3     | SUI  | Bruno Kernen       | 1:14,92 min |
| 4     | AUT  | Christoph Gruber   | 1:14,93 min |
|       | SUI  | Didier Cuche       | 1:14,93 min |
| 6     | CAN  | Erik Guay          | 1:14,95 min |
| 7     | AUT  | Hermann Maier      | 1:14,96 min |
|       | CAN  | Jan Hudec          | 1:14,96 min |
| 9     | CAN  | François Bourque   | 1:14,97 min |
| 10    | LIE  | Marco Büchel       | 1:14,99 min |
| 11    | AUT  | Mario Scheiber     | 1:15,09 min |
| -     | -    | -                  | -           |
| 14    | SUI  | Silvan Zurbriggen  | 1:15,31 min |
|       | ITA  | Peter Fill         | 1:15,31 min |
| 17    | SUI  | Didier Défago      | 1:15,45 min |
| 27    | ITA  | Werner Heel        | 1:15,74 min |
| 37    | GER  | Stephan Keppler    | 1:16,24 min |
| 39    | GER  | Johannes Stehle    | 1:16,66 min |
| 61    | MDA  | Christophe Roux    | 1:19,18 min |

Datum: 6. Februar, 10:00 Uhr

Titelverteidiger: Bode Miller

Strecke: „Olympia“

Start: 929 m, Ziel: 396 m

Länge: 1820 m, Höhenunterschied: 533 m

Gefälle: 10–69 %

Kurssetzer: H. Flatscher (SUI), 36 Tore
Wegen Neuschnees und starken Windes wurde das Rennen zunächst vom 3. Februar auf den 5. Februar und dann auf den 6. Februar verschoben. Es fand auf leicht verkürzter Strecke statt. Am Start waren 69 Läufer, 64 von ihnen erreichten das Ziel.
Ausgeschieden u. a.: Pierre-Emmanuel Dalcin (FRA)

### Riesenslalom
| Platz | Land | Sportler           | Zeit        |
| ----- | ---- | ------------------ | ----------- |
| 1     | NOR  | Aksel Lund Svindal | 2:19,64 min |
| 2     | SUI  | Daniel Albrecht    | 2:20,12 min |
| 3     | SUI  | Didier Cuche       | 2:20,56 min |
| 4     | USA  | Ted Ligety         | 2:20,63 min |
| 5     | ITA  | Alberto Schieppati | 2:20,72 min |
| 6     | NOR  | Truls Ove Karlsen  | 2:21,00 min |
| 7     | FIN  | Kalle Palander     | 2:21,09 min |
|       | CAN  | Jean-Philippe Roy  | 2:21,09 min |
| 9     | SLO  | Mitja Valenčič     | 2:21,11 min |
| 10    | LIE  | Marco Büchel       | 2:21,26 min |
| 11    | SUI  | Marc Berthod       | 2:21,36 min |
| -     | -    | -                  | -           |
| 13    | SUI  | Didier Défago      | 2:21,44 min |
| 19    | ITA  | Manfred Mölgg      | 2:22,32 min |
| 21    | AUT  | Hermann Maier      | 2:22,44 min |
| 23    | ITA  | Peter Fill         | 2:22,68 min |
| 25    | AUT  | Rainer Schönfelder | 2:22,90 min |
| 45    | MDA  | Sascha Gritsch     | 2:32,67 min |

Datum: 14. Februar, 10:00 Uhr (1. Lauf), 13:00 Uhr (2. Lauf)

Titelverteidiger: Hermann Maier

Strecke: „Olympia“

Start: 812 m, Ziel: 396 m

Höhenunterschied: 416 m

Gefälle: 13–69 %

Kurssetzer 1. Lauf: A. Prenn (SWE), 50 Tore

Kurssetzer 2. Lauf: M. Morin (USA), 49 Tore
Am Start waren 75 Läufer, 45 von ihnen erreichten das Ziel.
Ausgeschieden u. a.: Kilian Albrecht (BUL), Massimiliano Blardone (ITA), François Bourque (CAN), Jens Byggmark (SWE), Christoph Gruber (AUT), Urs Imboden (MDA), Stephan Keppler (GER), Felix Neureuther (GER), Benjamin Raich (AUT), Hannes Reichelt (AUT)

Rang 21 ist das schlechteste WM-Resultat der Herren des ÖSV; bisher war es Rang 14 von Hans Hinterseer beim Olympia-Riesenslalom 1976 gewesen

### Slalom
| Platz | Land | Sportler             | Zeit        |
| ----- | ---- | -------------------- | ----------- |
| 1     | AUT  | Mario Matt           | 1:57,33 min |
| 2     | ITA  | Manfred Mölgg        | 1:59,14 min |
| 3     | FRA  | Jean-Baptiste Grange | 1:59,54 min |
| 4     | AUT  | Benjamin Raich       | 1:59,57 min |
| 5     | AUT  | Manfred Pranger      | 1:59,82 min |
| 6     | CAN  | Michael Janyk        | 1:59,98 min |
| 7     | NOR  | Truls Ove Karlsen    | 2:00,20 min |
| 8     | NOR  | Hans Petter Buraas   | 2:00,78 min |
| 9     | CAN  | Patrick Biggs        | 2:01,44 min |
| 10    | NOR  | Lars Elton Myhre     | 2:01,56 min |
| 11    | MDA  | Urs Imboden          | 2:01,78 min |
| -     | -    | -                    | -           |
| 13    | BUL  | Kilian Albrecht      | 2:02,28 min |
| 19    | AUS  | Demian Franzen       | 2:07,82 min |

Datum: 17. Februar, 10:00 Uhr (1. Lauf), 13:00 Uhr (2. Lauf)

Titelverteidiger: Benjamin Raich

Strecke: „Olympia“

Start: 615 m, Ziel: 396 m

Höhenunterschied: 219 m

Gefälle: 19–48 %

Kurssetzer 1. Lauf: M. Gustafsson (SWE), 71 Tore

Kurssetzer 2. Lauf: C. Ravetto (ITA), 70 Tore
Der Slalom war von vielen Ausfällen geprägt. Von 74 Fahrern klassierten sich nur 25. Mario Matt fuhr in beiden Durchgängen Laufbestzeit.
Ausgeschieden u. a.: Daniel Albrecht (SUI), Alain Baxter (GBR), Marc Berthod (SUI), Pierrick Bourgeat (FRA), Jens Byggmark (SWE), Mitja Dragšič (SLO), Marc Gini (SUI), Thomas Grandi (CAN), Reinfried Herbst (AUT), Ivica Kostelić (CRO), Ted Ligety (USA), Markus Larsson (SWE), Bode Miller (USA), Felix Neureuther (GER), Kalle Palander (FIN), Giorgio Rocca (ITA), Akira Sasaki (JPN), Rainer Schönfelder (AUT), Aksel Lund Svindal (NOR), Alois Vogl (GER), Silvan Zurbriggen (SUI)

### Super-Kombination
| Platz | Land | Sportler           | Zeit A        | Zeit S        | Gesamt      |
| ----- | ---- | ------------------ | ------------- | ------------- | ----------- |
| 1     | SUI  | Daniel Albrecht    | 1:37,66 (6.)  | 0:51,33 (5.)  | 2:28,99 min |
| 2     | AUT  | Benjamin Raich     | 1:38,24 (12.) | 0:50,83 (1.)  | 2:29,07 min |
| 3     | SUI  | Marc Berthod       | 1:37,94 (9.)  | 0:51,29 (4.)  | 2:29,23 min |
| 4     | SUI  | Didier Défago      | 1:37,64 (5.)  | 0:51,86 (10.) | 2:29,50 min |
| 5     | NOR  | Aksel Lund Svindal | 1:36,84 (2.)  | 0:52,75 (18.) | 2:29,59 min |
| 6     | USA  | Bode Miller        | 1:36,64 (1.)  | 0:53,33 (20.) | 2:29,97 min |
| 7     | AUT  | Romed Baumann      | 1:38,21 (11.) | 0:51,77 (7.)  | 2:29,98 min |
| 8     | SUI  | Silvan Zurbriggen  | 1:38,27 (8.)  | 0:51,74 (6.)  | 2:30,01 min |
| 9     | USA  | Steven Nyman       | 1:37,23 (3.)  | 0:52,95 (19.) | 2:30,18 min |
| 10    | CZE  | Ondřej Bank        | 1:38,41 (10.) | 0:51,80 (9.)  | 2:30,21 min |
| 11    | AUT  | Mario Matt         | 1:39,26 (21.) | 0:51,08 (3.)  | 2:30,34 min |
| -     | -    | -                  | -             | -             | -           |
| 13    | ITA  | Peter Fill         | 1:37,71 (8.)  | 0:52,69 (17.) | 2:30,40 min |
| 16    | AUT  | Rainer Schönfelder | 1:38,31 (14.) | 0:52,29 (13.) | 2:30,60 min |
| 19    | ITA  | Patrick Staudacher | 1:37,70 (7.)  | 0:53,84 (22.) | 2:31,54 min |

Datum: 8. Februar, 12:30 (Abfahrt)
16:00 Uhr (Slalom)
Titelverteidiger: Benjamin Raich
Abfahrtsstrecke: „Olympia“

Start: 1152 m, Ziel: 396 m

Länge: 2880 m, Höhenunterschied: 756 m

Kurssetzer: Helmuth Schmalzl, 34 Tore
Slalomstrecke: „Olympia“

Start: 615 m, Ziel: 396 m

Höhenunterschied: 219 m

Kurssetzer: R. Gstrein (AUT)
Am Start waren 69 Läufer, 36 klassierten sich.
Ausgeschieden u. a.: Pierrick Bourgeat (FRA), Marco Büchel (LIE), Jens Byggmark (SWE), Werner Heel (ITA), Stephan Keppler (GER), Markus Larsson (SWE), Ted Ligety (USA), Johannes Stehle (GER), Michael Walchhofer (AUT)

## Frauen
Titelverteidigerin Janica Kostelić (Abfahrt, Slalom und (Super)-Kombination) war nicht am Start; sie hatte seit dem vorjährigen Saisonfinale in Åre kein Weltcuprennen mehr bestritten.

### Abfahrt
| Platz | Land | Sportlerin           | Zeit        |
| ----- | ---- | -------------------- | ----------- |
| 1     | SWE  | Anja Pärson          | 1:26,89 min |
| 2     | USA  | Lindsey Kildow       | 1:27,29 min |
| 3     | AUT  | Nicole Hosp          | 1:27,37 min |
| 4     | SUI  | Nadia Styger         | 1:27,82 min |
| 5     | SUI  | Dominique Gisin      | 1:27,88 min |
| 6     | SWE  | Nike Bent            | 1:27,93 min |
| 7     | AUT  | Renate Götschl       | 1:27,94 min |
| 8     | FRA  | Ingrid Jacquemod     | 1:27,95 min |
| 9     | GER  | Maria Riesch         | 1:27,98 min |
| 10    | USA  | Julia Mancuso        | 1:28,09 min |
| -     | -    | -                    | -           |
| 14    | SUI  | Fränzi Aufdenblatten | 1:28,39 min |
| 18    | AUT  | Elisabeth Görgl      | 1:28,74 min |
| 21    | AUT  | Maria Holaus         | 1:28,95 min |
| 22    | SUI  | Sylviane Berthod     | 1:29,01 min |
| 28    | GER  | Petra Haltmayr       | 1:30,26 min |

Datum: 11. Februar, 12:45 Uhr

Titelverteidigerin: Janica Kostelić

Strecke: „Gästrappet“

Start: 1055 m, Ziel: 396 m

Länge: 2240 m, Höhenunterschied: 659 m

Gefälle: 14–69 %

Kurssetzer: J. Tischhauser, 35 Tore
Am Start waren 35 Läuferinnen, 30 von ihnen erreichten das Ziel.
Ausgeschieden u. a.: Gina Stechert (GER), Kelly VanderBeek (CAN)

### Super-G
| Platz | Land | Sportlerin            | Zeit        |
| ----- | ---- | --------------------- | ----------- |
| 1     | SWE  | Anja Pärson           | 1:18,85 min |
| 2     | USA  | Lindsey Kildow        | 1:19,17 min |
| 3     | AUT  | Renate Götschl        | 1:19,38 min |
| 4     | AUT  | Nicole Hosp           | 1:19,44 min |
|       | CAN  | Britt Janyk           | 1:19,44 min |
| 6     | USA  | Julia Mancuso         | 1:19,63 min |
| 7     | SUI  | Nadia Styger          | 1:19,65 min |
| 8     | AUT  | Alexandra Meissnitzer | 1:19,97 min |
| 9     | USA  | Libby Ludlow          | 1:20,08 min |
| 10    | GER  | Maria Riesch          | 1:20,18 min |
| 11    | SUI  | Fabienne Suter        | 1:20,19 min |
| 12    | SUI  | Martina Schild        | 1:20,63 min |
| -     | -    | -                     | -           |
| 15    | GER  | Petra Haltmayr        | 1:20,74 min |
| 16    | AUT  | Christine Sponring    | 1:20,75 min |
| 17    | ITA  | Johanna Schnarf       | 1:21,08 min |
| 19    | SUI  | Fränzi Aufdenblatten  | 1:21,20 min |
| 22    | GER  | Gina Stechert         | 1:21,25 min |

Datum: 6. Februar, 12:30 Uhr

Titelverteidigerin: Anja Pärson

Strecke: „Gästrappet“

Start: 971 m, Ziel: 396 m

Länge: 1829 m, Höhenunterschied: 575 m

Gefälle: 14–69 %

Kurssetzer: J. Graller (AUT), 39 Tore
Wegen starken Windes wurde das Rennen vom 4. Februar auf den 6. Februar verschoben. Am Start waren 43 Läuferinnen, 34 von ihnen erreichten das Ziel.
Ausgeschieden u. a.: Nike Bent (SWE), Nadia Fanchini (ITA), Ingrid Jacquemod (FRA), Lucia Recchia (ITA), Kelly VanderBeek (CAN), Tina Weirather (LIE)

### Riesenslalom
| Platz | Land | Sportlerin            | Zeit        |
| ----- | ---- | --------------------- | ----------- |
| 1     | AUT  | Nicole Hosp           | 2:31,72 min |
| 2     | SWE  | Maria Pietilä-Holmner | 2:32,57 min |
| 3     | ITA  | Denise Karbon         | 2:32,69 min |
| 4     | AUT  | Michaela Kirchgasser  | 2:32,87 min |
| 5     | USA  | Julia Mancuso         | 2:32,96 min |
| 6     | GER  | Kathrin Hölzl         | 2:33,02 min |
| 7     | SWE  | Anna Ottosson         | 2:33,05 min |
| 8     | GER  | Viktoria Rebensburg   | 2:33,27 min |
| 9     | AUT  | Kathrin Zettel        | 2:33,30 min |
| 10    | CAN  | Geneviève Simard      | 2:33,34 min |
| 11    | ITA  | Manuela Mölgg         | 2:33,36 min |
| -     | -    | -                     | -           |
| 13    | SUI  | Fabienne Suter        | 2:33,46 min |
| 19    | SUI  | Fränzi Aufdenblatten  | 2:34,56 min |
| 20    | ITA  | Nicole Gius           | 2:34,57 min |
| 23    | GER  | Maria Riesch          | 2:34,73 min |
| 24    | ITA  | Karen Putzer          | 2:34,74 min |

Datum: 13. Februar, 17:00 Uhr (1. Lauf), 20:00 Uhr (2. Lauf)

Titelverteidigerin: Anja Pärson

Strecke: „Gästrappet“

Start: 796 m, Ziel: 396 m

Länge: 1257 m, Höhenunterschied: 400 m

Gefälle: 17–48 %

Kurssetzer 1. Lauf: Anders Pärson (SWE), 46 Tore

Kurssetzer 2. Lauf: Michael Bont (FIN), 54 Tore
Am Start waren 92 Läuferinnen, 64 von ihnen erreichten das Ziel.
Ausgeschieden u. a.: Carolin Fernsebner (GER), Rabea Grand (SUI), Anja Pärson (SWE), Marlies Schild (AUT), Nadia Styger (SUI), Tina Weirather (LIE)
Erstmals gab es bei Weltmeisterschaften (geschlechterübergreifend) einen Riesenslalom bei Flutlicht, was offensichtlich ohnehin nur in Åre möglich zu sein scheint, wo auch schon im Weltcup im Damenbereich Riesenslaloms als Night-Event gefahren wurden (werden) – und im Herrenbereich war das bislang nirgends der Fall; diese Aussage mit „erstmals bei Weltmeisterschaften“ trifft auch die Alpin-Skibewerbe bei den Olympischen Spielen zu.

### Slalom
| Platz | Land | Sportlerin           | Zeit        |
| ----- | ---- | -------------------- | ----------- |
| 1     | CZE  | Šárka Záhrobská      | 1:43,91 min |
| 2     | AUT  | Marlies Schild       | 1:44,02 min |
| 3     | SWE  | Anja Pärson          | 1:44,07 min |
| 4     | CRO  | Ana Jelušić          | 1:44,41 min |
| 5     | AUT  | Kathrin Zettel       | 1:44,73 min |
| 6     | GER  | Monika Bergmann      | 1:44,81 min |
| 7     | SWE  | Therese Borssén      | 1:44,82 min |
| 8     | USA  | Resi Stiegler        | 1:44,98 min |
| 9     | AUT  | Michaela Kirchgasser | 1:45,53 min |
| 10    | NOR  | Nina Løseth          | 1:46,06 min |
| -     | -    | -                    | -           |
| 12    | ITA  | Nicole Gius          | 1:46,24 min |
| 15    | SUI  | Sandra Gini          | 1:46,38 min |
| 17    | AUT  | Nicole Hosp          | 1:46,16 min |
| 20    | ITA  | Manuela Mölgg        | 1:46,69 min |
| 25    | SUI  | Rabea Grand          | 1:47,57 min |
| 33    | LIE  | Marina Nigg          | 1:50,95 min |

Datum: 16. Februar, 17:00 Uhr (1. Lauf), 20:00 Uhr (2. Lauf)

Titelverteidigerin: Janica Kostelić

Strecke: „Gästrappet“

Start: 582 m, Ziel: 186 m

Länge: 624 m, Höhenunterschied: 400 m

Gefälle: 14–48 %

Kurssetzer 1. Lauf: B. Brunner (AUT), 58 Tore

Kurssetzer 2. Lauf: P. Sylvestre (FRA), 59 Tore
Am Start waren 83 Läuferinnen, 52 von ihnen erreichten das Ziel.
Ausgeschieden u. a.: Chiara Costazza (ITA), Annemarie Gerg (GER), Tina Maze (SLO), Susanne Riesch (GER)
Die Saisonresultate der Schweizer Damen schlugen sich nieder, denn es waren nur zwei an den Start gegangen, die zudem mit den Start-Nr. 32 (Gini) und 39 (Grand) auch weit weg von den Besten ins Rennen gehen mussten.

### Super-Kombination
| Platz | Land | Sportlerin        | Zeit A        | Zeit S        | Gesamt      |
| ----- | ---- | ----------------- | ------------- | ------------- | ----------- |
| 1     | SWE  | Anja Pärson       | 1:11,00 (1.)  | 0:46,69 (6.)  | 1:57,69 min |
| 2     | USA  | Julia Mancuso     | 1:11,95 (2.)  | 0:46,55 (5.)  | 1:58,50 min |
| 3     | AUT  | Marlies Schild    | 1:12,91 (8.)  | 0:45,63 (1.)  | 1:58,54 min |
| 4     | CZE  | Šárka Záhrobská   | 1:12,95 (9.)  | 0:45,79 (2.)  | 1:58,74 min |
| 5     | AUT  | Kathrin Zettel    | 1:13,23 (12.) | 0:46,37 (4.)  | 1:59,60 min |
| 6     | AUT  | Nicole Hosp       | 1:12,22 (4.)  | 0:47,69 (11.) | 1:59,91 min |
| 7     | GER  | Maria Riesch      | 1:12,35 (6.)  | 0:47,67 (10.) | 2:00,02 min |
| 8     | SWE  | Nike Bent         | 1:11,97 (3.)  | 0:48,18 (19.) | 2:00,15 min |
| 9     | SVK  | Veronika Zuzulová | 1:14,44 (24.) | 0:46,30 (3.)  | 2:00,74 min |
| 10    | CAN  | Emily Brydon      | 1:13,68 (20.) | 0:47,18 (7.)  | 2:00,86 min |
| -     | -    | -                 | -             | -             | -           |
| 13    | SUI  | Rabea Grand       | 1:13,78 (21.) | 0:47,18 (7.)  | 2:00,96 min |
| 17    | ITA  | Johanna Schnarf   | 1:13,22 (11.) | 0:48,01 (17.) | 2:01,23 min |
| 21    | GER  | Fanny Chmelar     | 1:14,19 (23.) | 0:47,87 (16.) | 2:02,06 min |
| 24    | SUI  | Catherine Borghi  | 1:13,51 (18.) | 0:49,90 (25.) | 2:03,41 min |
| 26    | SUI  | Tamara Wolf       | 1:13,42 (16.) | 0:52,95 (18.) | 2:06,37 min |

Datum: 9. Februar, 12:30 (Abfahrt)
16:00 Uhr (Slalom)
Titelverteidigerin: Janica Kostelić
Abfahrtsstrecke: „Gästrappet“

Start: 971 m, Ziel: 396 m

Länge: 1903 m, Höhenunterschied: 575 m

Kurssetzer: J. Tischhauser, 28 Tore
Slalomstrecke: „Gästrappet“

Start: 567 m, Ziel: 396 m

Höhenunterschied: 171 m

Kurssetzer: P. Záhrobsky (CZE)
Am Start waren 45 Läuferinnen, 28 klassierten sich.
Ausgeschieden u. a.: Brigitte Acton (CAN), Dominique Gisin (SUI), Elena Fanchini (ITA), Nadia Fanchini (ITA), Lindsey Kildow (USA), Michaela Kirchgasser (AUT), Marie Marchand-Arvier (FRA), Tina Maze (USA), Carolina Ruiz Castillo (ESP), Gina Stechert (GER), Resi Stiegler (USA), Tina Weirather (LIE)

## Team-Wettbewerb
Nach der Premiere 2005 wurde auch bei diesen Weltmeisterschaften wieder ein Mannschaftswettbewerb ausgetragen.
Datum: 18. Februar, 10:00 Uhr (Super-G), 13:00 Uhr (Slalom)
Super-G-Strecke: „Olympia“

Start: 1268 m, Ziel: 812 m

Länge: 1308 m, Höhendifferenz: 416 m

Kurssetzer: H.-P. Plattner (CAN), 33 Tore
Slalom-Strecke: „Olympia“

Start: 615 m, Ziel: 396 m

Höhendifferenz: 219 m

Kurssetzer: M. Eriksson (SWE)
| Platz | Land | SG1                  | SG2                     | SG3                    | SG4                   | SL1                    | SL2                   | SL3                   | SL4                    | Punkte |
| ----- | ---- | -------------------- | ----------------------- | ---------------------- | --------------------- | ---------------------- | --------------------- | --------------------- | ---------------------- | ------ |
| 1     | AUT  | 1 Renate Götschl     | 1 Fritz Strobl          | 1 Michaela Kirchgasser | 2 Benjamin Raich      | 4 Michaela Kirchgasser | 4 Benjamin Raich      | 1 Marlies Schild      | 4 Mario Matt           | 18     |
| 2     | SWE  | 4 Anja Pärson        | 8 Hans Olsson           | 4 Anna Ottosson        | 7 Patrik Järbyn       | 1 Anna Ottosson        | 2 Markus Larsson      | 2 Anja Pärson         | 5 Jens Byggmark        | 33     |
| 3     | SUI  | 11 Nadia Styger      | 3 Daniel Albrecht       | 2 Fabienne Suter       | 1 Marc Berthod        | 2 Sandra Gini          | 5 Daniel Albrecht     | 4 Rabea Grand         | 11 Marc Berthod        | 39     |
| 4     | FIN  | 6 Sanni Leinonen     | 11 Jouni Pellinen       | 5 Tanja Poutiainen     | 11 Marcus Sandell     | 5 Tanja Poutiainen     | 6 Kalle Palander      | 3 Sanni Leinonen      | 2 Tuukka Kaukoniemi    | 49     |
| 5     | FRA  | 2 Ingrid Jacquemod   | 6 Antoine Dénériaz      | 6 Anne-Sophie Barthet  | 9 Pierrick Bourgeat   | 9 Anne-Sophie Barthet  | 11 Pierrick Bourgeat  | 7 Florine de Leymarie | 1 Jean-Baptiste Grange | 51     |
| 6     | CAN  | 7 Emily Brydon       | 2 John Kucera           | 3 Britt Janyk          | 3 François Bourque    | 10 Emily Brydon        | 8 John Kucera         | 11 Shona Rubens       | 7 Michael Janyk        | 51     |
| 7     | GER  | 8 Petra Haltmayr     | 9 Felix Neureuther      | 7 Maria Riesch         | 5 Stephan Keppler     | 3 Monika Bergmann-Sch. | 11 Alois Vogl         | 5 Maria Riesch        | 6 Felix Neureuther     | 54     |
| 8     | ITA  | 5 Daniela Merighetti | 3 Massimiliano Blardone | 9 Chiara Costazza      | 6 Christof Innerhofer | 6 Chiara Costazza      | 9 Christof Innerhofer | 6 Daniela Merighetti  | 11 Patrick Thaler      | 55     |
| 9     | CZE  | 11 Lucie Hrstková    | 7 Ondřej Bank           | 8 Petra Zakouřilová    | 11 Kryštof Krýzl      | 8 Petra Zakouřilová    | 1 Ondřej Bank         | 8 Lucie Hrstková      | 3 Filip Trejbal        | 57     |
| 10    | SLO  | 3 Tina Maze          | 5 Aleš Gorza            | 10 Petra Robnik        | 8 Bernard Vajdič      | 7 Petra Robnik         | 3 Mitja Dragšič       | 11 Tina Maze          | 11 Mitja Valenčič      | 58     |
| 11    | USA  | 11 Kaylin Richardson | 11 Ted Ligety           | 11 Resi Stiegler       | 4 Tim Jitloff         | 11 Kaylin Richardson   | 7 Jimmy Cochran       | 11 Resi Stiegler      | 11 Ted Ligety          | 77     |